# Аммерзоден
Аммерзоден (нід. Ammerzoden) — село в нідерландській провінції Гелдерланд. Входить до муніципалітету Масдріл.Його населення станом на 2010 рік складало 3548 осіб.
До 1999 року мало статус окремого муніципалітету.

## Галерея

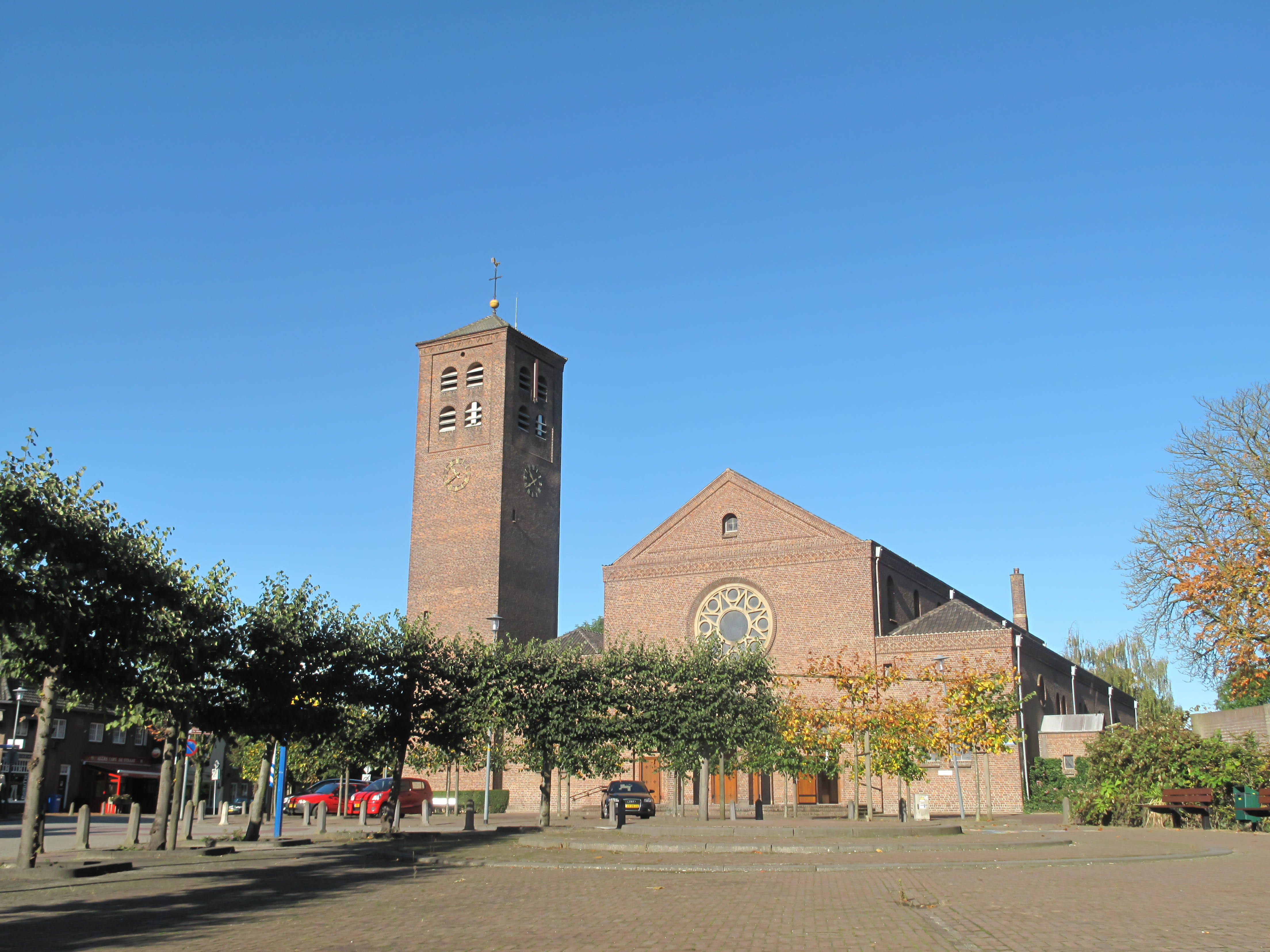
Церква в Аммерзодені
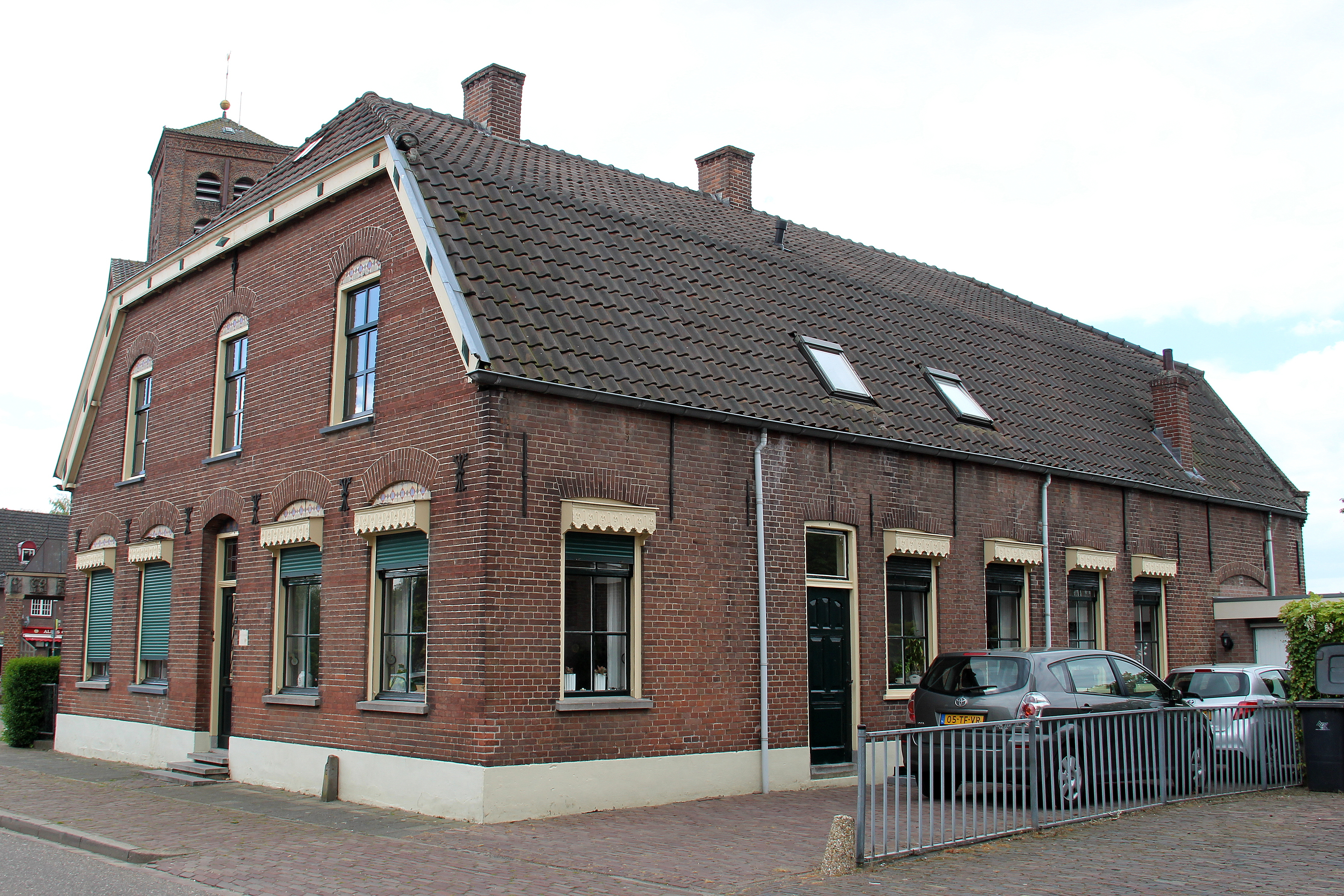
Будинок в Аммерзодені